# Cyanoramphus subflavescens
El perico de Lord Howe (Cyanoramphus subflavescens) una especie extinta de ave psitaciforme de la familia Psittaculidae endémica de la isla Lord Howe, una pequeña isla en el mar de Tasmania perteneciente a Australia.

## Descripción

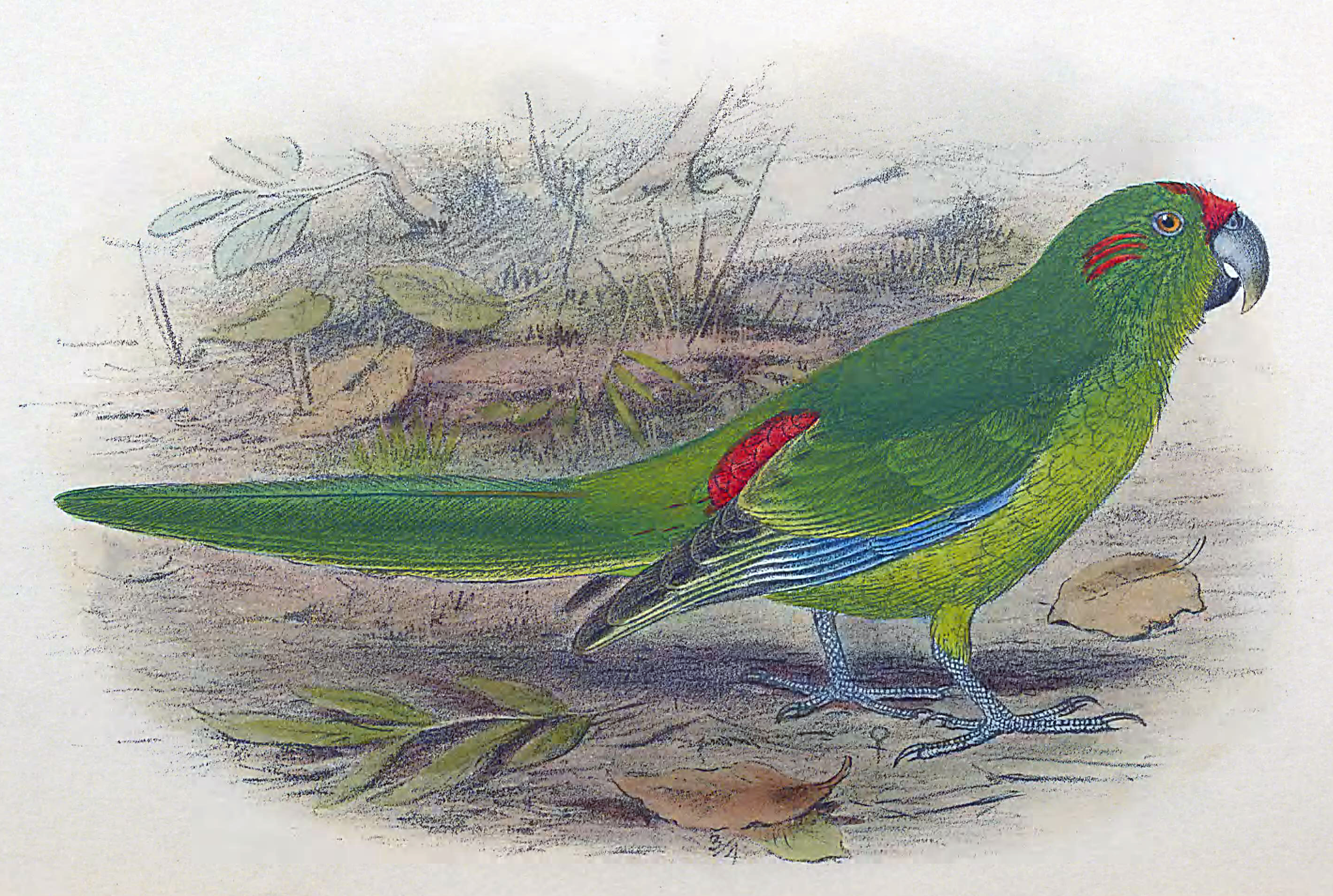
Ilustración de Henrik Gönvold.

El perico de Lord Howe tenía el plumaje pricinpalmente de color verde, con una mancha roja en la frente y el píleo y una pequeña lista postocular también roja, además de en el obispillo. El borde de sus alas era azul. Las medidas de los especímenes disecados indican que era un poco mayor que la subespecie nominal del perico cabecirrojo, además de tener el plumaje más amarillento y las manchas rojas de la cabeza menos extensas.

## Taxonomía
Fue descrito científicamente como especie por el ornitólogo italiano Salvadori en 1891, pero posteriormente se consideró que era una especie del perico cabecirrojo (Cyanoramphus novaezelandiae). En 2012 se le devolvió el estatus de especie separada en la clasificación del Congreso Ornitológico Internacional.
A falta de análisis genéticos, Christidis y Boles (2008) propusieron que por su proximidad geográfica estaría cercanamente emparentado con el perico de Norfolk (Cyanoramphus cooki), tanto como especies separadas o formando parte de una única especie a la que denominan perico tasmano de la cual sería la forma Cyanoramphus cookii subflavescens.

## Extinción
En un tiempo fue una especie abundante en su isla pero fue perseguido hasta el exterminio por los primeros colonos debido a las incursiones que hacía en las cosechas y jardines. El último registro de un ejemplar vivo se produjo en 1869.
En la actualidad solo quedan dos especímenes conservados del perico de Lord Howe. Proceden de la colección de John Gould, recolectados por John MacGillivray en septiembre de 1853 durante el viaje del buque HMS Herald, y se conservan en el British Museum.